# NGC 1196
NGC 1196 је лентикуларна галаксија у сазвежђу Еридан која се налази на NGC листи објеката дубоког неба.
Деклинација објекта је - 12° 4' 33" а ректасцензија 3h 3m 35,2s. Привидна величина (магнитуда) објекта NGC 1196 износи 13,2 а фотографска магнитуда 14,2. NGC 1196 је још познат и под ознакама MCG -2-8-42B, PGC 11522.